# Protosteliales

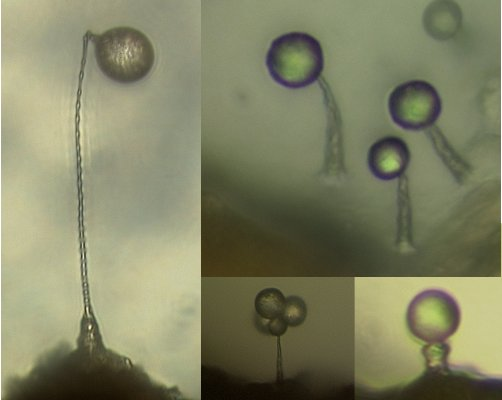
Fruchtkörper verschiedener ehemaliger Protostelia-Arten. Im Uhrzeigersinn: Endostelium zonatum (oben links), Schizoplamodiopsis vulgare, Cavostelium apophysatum, Echinosteliopsis oligospora

Die Protostelia galten lange als eine der Unterklassen der Schleimpilze. Sie waren deren artenärmste und umfassten nur eine Ordnung, die Protosteliales mit fünfzehn Gattungen und annähernd vierzig Arten.

## Merkmale
Vertreter der Protostelia sind im trophischen Stadium entweder Amöben, die sich auf dem Substrat kriechend fortbewegen oder – in eher feuchter bis nasser Umgebung – begeißelte Amoeboflagellaten. Als Amöben weisen sie Filopodien auf.
Die Fruchtkörper, sogenannte Sporokarpe, werden nur aus Amöben gebildet. Die Sporokarpe sind gestielt, die Stiele azellulär, hohl und zwischen rund 5 und 100 Mikrometer lang. Sie tragen zwischen ein und acht Sporen.

## Systematik
Der Name der Unterklasse wurde 1970 von Lindsay Shepherd Olive eingeführt, der der Ordnung bereits 1967, ebenfalls von Olive. In einer Studie aus dem Jahr 2007 wurden für die Protostelia 36 Arten angegeben, Schätzungen anhand sequenzierter Umweltproben gehen aber davon aus, dass die Gruppe mit rund 150 Arten deutlich umfangreicher ist als bisher bekannt.
Die Unterklasse umfasste vier Familien mit folgenden Gattungen in einer Ordnung:
- Cavosteliaceae
  - Cavostelium
  - Ceratiomyxella
  - Planoprotostelium
  - Protosporangium
- Ceratiomyxaceae
  - Ceratiomyxa
- Echinosteliopsidaceae
  - Echinosteliopsis
- Protosteliaceae
  - Clastostelium
  - Endostelium
  - Microglomus
  - Nematostelium
  - Protosteliopsis
  - Protostelium
  - Schizoplasmodiopsis
  - Schizoplasmodium
  - Tychosporium

Späteren, molekulargenetischen Untersuchungen zufolge zerfällt das Taxon jedoch in viele verschiedene Gruppen. Einige davon lassen sich wie folgt als direkte Untertaxa der Amoebozoa darstellen:
- Protosteliida: Planoprotostelium, Protostelium.
- Cavosteliida: Cavostelium, Schizoplasmodiopsis, Tychosporium
- Protosporangiida
  - Protosporangiidae: Clastostelium, Protosporangium.
  - Ceratiomyxa
- Schizoplasmodiida: Ceratiomyxella, Nematostelium, Schizoplasmodium.

Einige Gattungen finden sich auch an ganz anderer systematischer Stelle: Endostelium ist Teil der Pellitida (die wiederum Teil der Flabellinia und diese wiederum Teil der Discosea sind), Protosteliopsis gehört zu den Vannellida (ebenso Teil der Flabellinia) und Echinosteliopsis und Microglomus stehen incertae sedis innerhalb der Amoebozoa.
Alle Gattungen sind entweder direkte oder indirekte Untertaxa der Amoebozoa, die das niedrigste gemeinsame Taxon bilden.